# Birra Forst
Vous pouvez aider à l'améliorer ou bien discuter des problèmes sur sa page de discussion.
- Il ne cite pas suffisamment ses sources. Vous pouvez indiquer les passages à sourcer avec {{référence nécessaire}} ou {{Référence souhaitée}}, et inclure les références utiles en les liant aux notes de bas de page. (Marqué depuis mars 2021)
- Il contient une ou plusieurs listes. Le texte gagnerait à être rédigé sous la forme d’un ou plusieurs paragraphes synthétiques, afin d’être plus agréable à lire. (Marqué depuis mars 2021)

- Archive Wikiwix
- Bing
- Cairn
- DuckDuckGo
- E. Universalis
- Gallica
- Google
- G. Books
- G. News
- G. Scholar
- Persée
- Qwant
- (zh) Baidu
- (ru) Yandex
- (wd) trouver des œuvres sur Wikidata

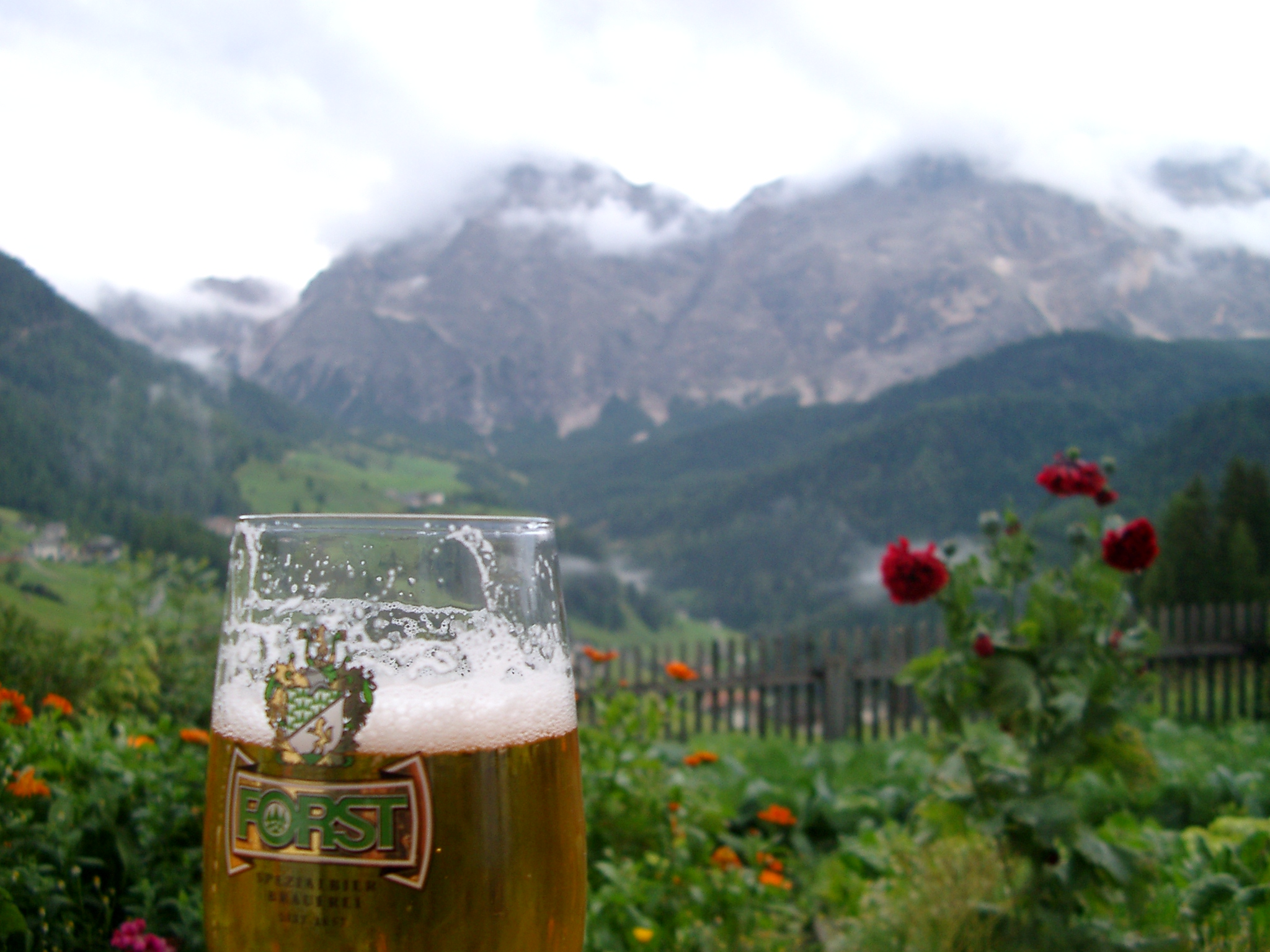
Un verre de cette bière devant les Alpes

Birra Forst (en allemand : Spezialbier-Brauerei Forst) est une marque de bière italienne.
Elle est brassée à Lagundo, dans le Trentin-Haut-Adige et cette brasserie produit 700 000 litres par an.
Au départ, c'est en 1857 que les deux fondateurs de l'entreprise la base à Merano.

## Bières
- Luxus Light - 2,9 % vol
- 1857 - 4,8 % vol
- Premium  - 4,8 % vol
- V.I.P. Pils - 5,0 % vol
- Kronen - 5,2 % vol
- Sixtus - 6,5 % vol
- Heller Bock - 7,5 % vol